# Malice (Our Third Spell)
Malice (Our Third Spell) drugi je studijski album norveškog black metal-sastava Gehenna. Diskografska kuća Cacophonous Records objavila ga je 23. rujna 1996. godine.

## Popis pjesama
| 1.    | »She Who Loves the Flames«  | Dolgar          | Sanrabb, Sarcana           | 5:00  |
| 2.    | »Made to Suffer«            | Sanrabb         | Sanrabb, Sarcana           | 4:42  |
| 3.    | »Touched and Left for Dead« | Sanrabb         | Sanrabb, Sarcana           | 5:16  |
| 4.    | »Bleeding the Blue Flame«   | Sanrabb         | Sanrabb                    | 5:04  |
| 5.    | »Manifestation«             | Sanrabb         | Sanrabb                    | 4:50  |
| 6.    | »Ad Arma Ad Arma«           | Sanrabb         | Sanrabb                    | 14:00 |
| 7.    | »The Pentagram«             | Dolgar, Sanrabb | Sanrabb, Sarcana, Svartalv | 5:46  |
| 8.    | »Malice«                    | Dolgar          | Sanrabb                    | 3:02  |
| 9.    | »The Word Became Flesh«     | Dolgar, Sanrabb | Sanrabb, Sarcana           | 4:53  |
| 10.   | »Before the Seventh Moon«   | Dolgar          | Sanrabb                    | 5:43  |
| 58:16 |                             |                 |                            |       |

## Zasluge
| Gehenna - Sanrabb – vokali, glavna gitara - Dolgar – vokali, ritam gitara - Dirge Rep – bubnjevi - Sarcana – klavijature - Noctifer – bas-gitara Dodatni glazbenici - E.N. Death – dodatna bas-gitara |  | Ostalo osoblje - Svartalv – glazba (na skladbi "The Pentagram") - Terje Refsnes – produkcija, tonska obrada - Frater Nihil – omot albuma, dizajn - Digitalis – omot albuma, dizajn - Peter Hegre – fotografija, naslovnica |